# Veerle Wijffels
Veerle Wijffels (Roeselare, 16 augustus 1944) is een Vlaamse actrice. Ze is het meest bekend voor haar rol van Magda Vermander uit Wittekerke. 

## Filmografie
- Vragen stellen aan een meid (1966): dochter
- Het geitenland (1968): Silvia
- Kapitein Zeppos (1968): Brenda
- August august august (1971): Evelyne
- De Madonna van Nedermunster (1971) Madonna
- Driekoningenavond (1972): dienstmeisje
- De vorstinnen van Brugge (1972): cafédochter
- Agamemnon (1973): Kassandra
- Rolande met de bles (1973)
- Het huis der onbekende (1974): Ellen
- De vrek (1994): Elise
- Hobson's dochters (1974): Vicky Hobson
- Daags naar de kermis (1974): Sarah
- Klein Londen, Klein Berlijn (1988): Maria
- Open en bloot (1991): Juliet
- De bossen van Vlaanderen (1991): moeder
- Wittekerke (1993 - 2001): Magda Vermander

- Gemeinsame Normdatei: 1057809144
- International Standard Name Identifier: 0000 0001 3359 7569
- Virtual International Authority File: 310599506